# Zumpano
Zumpano é uma comuna italiana da região da Calábria, província de Cosenza, com cerca de 1.846 habitantes. Estende-se por uma área de 8 km², tendo uma densidade populacional de 231 hab/km². Faz fronteira com Cosenza, Lappano, Rende, Rovito, San Pietro in Guarano.

## Demografia
| Variação demográfica do município entre 1861 e 2011                               |
|                                                                                   |
| Fonte: Istituto Nazionale di Statistica (ISTAT) - Elaboração gráfica da Wikipedia |